# Philipp Dotzer
Philipp Dotzer (Norimberga, 5 agosto 1926 – ...) è stato un pallanuotista tedesco.
Ha fatto parte della Germania Ovest che ha disputato il torneo di pallanuoto ai Giochi di Helsinki 1952.